# Daniela Melchior
Daniela Melchior dos Reis Lopes Pereira (Almada, 1º novembre 1996) è un'attrice portoghese.

## Carriera
Ha iniziato la sua carriera con diverse produzioni cinematografiche e televisive portoghesi, tra cui Ouro Verde, A Herdeira, The Black Book e Parque Mayer.  Ha anche fornito la voce portoghese per Gwen Stacy / Spider-Gwen in Spider-Man - Un nuovo universo.
Nel maggio 2019 è stata annunciata come Ratcatcher 2 nel suo primo film in lingua inglese, The Suicide Squad - Missione suicida, facente parte del DC Extended Universe. Nel 2021 è entrata nel cast di Assassin Club, film diretto da Camille Delamarre, dove ha recitato a fianco di Henry Golding, Noomi Rapace e Sam Neill. Nel 2023 ha recitato nel film del Marvel Cinematic Universe Guardiani della Galassia Vol. 3 e in Fast X.

## Filmografia

### Attrice

#### Cinema
- The Black Book (O caderno negro), regia di Valeria Sarmiento (2018)
- Parque Mayer, regia di António-Pedro Vasconcelos (2018)
- The Suicide Squad - Missione suicida (The Suicide Squad) , regia di James Gunn (2021)
- Detective Marlowe (Marlowe), regia di Neil Jordan (2022)
- Assassin Club, regia di Camille Delamarre (2023)
- Guardiani della Galassia Vol. 3 (Guardians of the Galaxy Vol. 3), regia di James Gunn (2023)
- Fast X, regia di Louis Leterrier (2023)
- Road House, regia di Doug Liman (2024)

#### Televisione
- Mulheres – serie TV, 316 episodi (2014-2015)
- Massa Fresca – serie TV, 68 episodi (2016)
- Ouro Verde – serie TV, 221 episodi (2017)
- A Herdeira – serie TV, 190 episodi (2018)
- Valor da Vida – serie TV, 203 episodi (2018-2019)
- O Livro Negro do Padre Dinis – serie TV, 6 episodi (2019)
- Pecado – serie TV, 6 episodi (2021)

### Doppiatrice
- Spider-Man - Un nuovo universo (2018) - Spider-Gwen (voce portoghese)

## Doppiatrici italiane
Nelle versioni in italiano delle opere in cui ha recitato, Daniela Melchior è stata doppiata da:
- Erica Necci in  The Suicide Squad - Missione suicida
- Sara Vitagliano in Assassin Club
- Marta Filippi in Fast X
- Martina Tamburello in Detective Marlowe
- Alice Venditti in Road House